# Cinéma du look
Il Cinéma du look è stato un movimento del cinema francese degli anni '80 e '90, identificato per la prima volta dal critico francese Raphaël Bassan nel 1989 su "La Revue du Cinéma" in cui classificava Luc Besson, Jean-Jacques Beineix e Leos Carax come registi del "look".

## Stile e origini
Questi registi prediligevano privilegiare lo stile rispetto alla sostanza e lo spettacolo rispetto alla narrazione. I loro film si caratterizzavano per un'estetica visiva elegante e ricercata con una messa in scena spesso ispirata ai videoclip pubblicitari e musicali, e con protagonisti giovani ed emarginati che rappresentavano la gioventù marginalizzata della Francia di François Mitterrand. I temi ricorrenti erano storie d'amore impossibili, giovani più legati ai gruppi di pari che alle famiglie, una visione cinica della polizia e l'utilizzo di scene nella metropolitana di Parigi come simbolo di una società alternativa e sotterranea.  La commistione tra "alta" cultura, come la musica operistica di Diva e Gli amanti del Pont-Neuf, e la cultura pop, ad esempio i riferimenti a Batman in Subway, era un'altra caratteristica fondamentale.
È possibile tracciare un parallelo tra le produzioni di questi cineasti francesi e film della New Hollywood come One from the Heart (1981) e Rumble Fish (1983) di Francis Ford Coppola, Lola (1981) di Rainer Werner Fassbinder, oltre a spot pubblicitari, videoclip musicali e la serie Miami Vice.

## Registi e film chiave
- Luc Besson
  - Subway (1985)
  - Le Grand Bleu (1988)
  - Nikita (1990)
  - Léon (1994)
- Leos Carax
  - Boy Meets Girl (1984)
  - Rosso sangue (1986)
  - Gli amanti del Pont-Neuf (1991)
- Jean-Jacques Beineix
  - Diva (1981)
  - Lo specchio del desiderio (1983)
  - Betty Blue (1986)